# Joan II d'Antioquia
Joan Codònat o Joan II d'Antioquia fou patriarca d'Antioquia (476-477).
El 476 fou deposat per darrera vegada com a patriarca Pere II Ful·ló (o Gnapheus) i Joan nomenat al seu lloc. Portava el renom de Codonatus (Κωδωνάτος) i havia estat anteriorment bisbe d'Apamea.
Després de tres mesos d'exercir el càrrec fou deposat per un sínode de bisbes orientals que va nomenar al seu lloc a Esteve II (477-479).
Tant Pere II com Joan II foren excomunicats pel papa per instigació d'Acaci, patriarca de Constantinoble.
Després va ser rehabilitat i nomenat bisbe de Tir.